# Jacques Bourdon
Jacques Bourdon (Saint-Quentin, 31 de març de 1925 - París 1 de desembre de 1991) fou un director de cinema francès. Una de les seves pel·lícules, Le Soleil dans l'œil, participà en la secció oficial del Festival Internacional de Cinema de Sant Sebastià 1962.

## Filmografia parcial
- 1960: Les Lionceaux
- 1962: Le Soleil dans l'œil
- 1966: 'L'Île au trésor de Wolfgang Liebeneiner
- 1977: La Fille d'Amérique, de David Newman (conseller tècnic)

## Director ajudant
- 1947: Danger de mort de Gilles Grangier
- 1951: Un grand patron d'Yves Ciampi
- 1952: Les Dents longues de Daniel Gélin
- 1954: Un jardin public de Paul Paviot
- 1957: Fumée blonde de Robert Vernay
- 1957: C'est la faute d'Adam de Jacqueline Audry
- 1958: Chaque jour a son secret de Claude Boissol
- 1958: Le Tombeur de René Delacroix
- 1958: Madame et son auto de Robert Vernay
- 1959: Le Secret du chevalier d'Eon de Jacqueline Audry
- 1961: Le Capitaine Fracasse de Pierre Gaspard-Huit
- 1962: Shéhérazade de Pierre Gaspard-Huit
- 1964: Jean-Marc ou la Vie conjugale d'André Cayatte
- 1964: Françoise ou la Vie conjugale d'André Cayatte
- 1967: Les Risques du métier d'André Cayatte
- 1969: Les Chemins de Katmandou d'André Cayatte
- 1969: Le Passager de la pluie de René Clément
- 1971: La Folie des grandeurs de Gérard Oury
- 1977: À chacun son enfer d'André Cayatte

## Director de producció
- 1981: La Chèvre de Francis Veber